# Lea Katz – Die Kriminalpsychologin
Lea Katz – Die Kriminalpsychologin ist eine von 1997 bis 1999 ausgestrahlte zweiteilige Kriminalfilmreihe des ZDF mit Martina Gedeck als Kriminalpsychologin Lea Katz in der Titelrolle. Katz arbeitet zusammen mit ihrem Kollegen Jochen Kosmalla bei der Berliner Polizei. Regie führte Konrad Sabrautzky. 

## Episodenliste
| Nr. | Originaltitel  | Erstausstrahlung | Regie             | Drehbuch      |
| --- | -------------- | ---------------- | ----------------- | ------------- |
| 1   | Das wilde Kind | 25. Jan. 1997    | Konrad Sabrautzky | Steve Brown   |
| 2   | Einer von uns  | 31. Jan. 1999    | Konrad Sabrautzky | Volker Führer |